# Ranunculus pulchellus
Ranunculus pulchellus är en ranunkelväxtart som beskrevs av Carl Anton von Meyer. Ranunculus pulchellus ingår i släktet ranunkler, och familjen ranunkelväxter. Inga underarter finns listade i Catalogue of Life.